# Malin Reitan
Malin Reitan (Trondheim, 8 agosto 1995) è una cantante norvegese.
Ha rappresentato la Norvegia al Junior Eurovision Song Contest 2005 con il brano Sommer og skolefri.

## Biografia
Malin Reitan è salita alla ribalta con la sua vittoria al Melodi Grand Prix Junior 2005 con l'inedito Sommer og skolefri. Il primo posto al concorso musicale le ha permesso di rappresentare, sempre con la stessa canzone, il suo paese al Junior Eurovision Song Contest 2005, dove si è piazzata al 3º posto su 16 partecipanti con 123 punti, vincendo il televoto in Danimarca e Svezia.
Il suo album di debutto, Malin på månen, è uscito nella primavera del 2006 e ha raggiunto la 6ª posizione della classifica norvegese, rimanendo in top forty per sei mesi. Alla fine dello stesso anno è uscito il disco natalizio Malins jul, che si è fermato al 12º posto in classifica. A giugno 2007 i due album avevano rispettivamente totalizzato 51.000 e 23.000 copie vendute a livello nazionale.
Nel 2008 Malin Reitan ha ottenuto il suo miglior piazzamento in classifica con il terzo album Pang!, che è arrivato alla 5ª posizione e ha portato il suo totale di vendite a 100.000 copie. L'anno successivo il quarto disco Malin (22º in classifica) ha fruttato alla cantante un premio Spellemann, il principale riconoscimento musicale norvegese, per il miglior album di musica per bambini. Ha piazzato altri due dischi in classifica: Julekonserten al 17º posto nel 2010 e Paradis al 29º nel 2011.
Nel 2012 la cantante ha partecipato al Melodi Grand Prix, il programma di selezione del rappresentante norvegese all'Eurovision Song Contest, con l'inedito Crush. Dopo aver superato la semifinale, si è esibita in finale, senza però qualificarsi per la finalissima a quattro.

## Discografia

### Album in studio
- 2006 – Malin på månen
- 2006 – Malins jul
- 2008 – Pang!
- 2009 – Malin
- 2010 – Julekonserten (con Celine Helgemo)
- 2011 – Paradis

### Singoli
- 2005 – Sommer og skolefri
- 2012 – Crush